# Campagnola (Marzano Appio)
Campagnola è una frazione del comune di Marzano Appio, nella provincia di Caserta, in Campania.
Si tratta della seconda frazione più grande del comune dopo Grottola, sede comunale. Campagnola dista circa 2 km dal capoluogo.

## Storia
Il borgo risale al XVII secolo, quando il territorio di Marzano era governato dal duca Agostino Laudato del Regno delle Due Sicilie. Campagnola è ricordata nelle carte topografiche della diocesi di Teano a partire dal 1635.
Il 10 ottobre 1943 Campagnola fu teatro di una strage, in cui i tedeschi uccisero sei o sette civili come rappresaglia per un'azione partigiana.

## Monumenti e luoghi d'interesse

### Architetture religiose
Nel borgo si trova la chiesa dei Santi Pietro e Paolo, chiesa parrocchiale della frazione, risale agli inizi del XVIII secolo. Nell'ottobre 1838 la chiesa subì notevoli danni in seguito ad un forte uragano. Nei documenti della parrocchia è ricordato che nel 1909 è stato celebrato il bicentenario della fondazione della chiesa. In seguito al terremoto dell'11 novembre 1980, l'edificio ha subito ulteriori interventi di restauro. L'edificio presenta una monumentale facciata in marmo di stile rinascimentale, divisa in tre spazi da due colonne. All'interno, a tre navate ed abside voltata semi-circolare, si trovano affreschi realizzati nel 1950 dal pittore locale Elia Lepore, un organo a canne ottocentesco e numerose sculture, raffiguranti l'Addolorata, Gesù morto, sant'Antonio, san Giuseppe e santa Filomena. Due statue in gesso rappresentanti i santi Pietro e Paolo furono realizzate a Napoli nel 1836 e portate da Marzano a Campagnola in processione: le due nicchie che le conservano furono costruite nel 1859. All'interno si trova anche un pregevole fonte battesimale su quattro colonne di marmo, mentre all'esterno svetta il campanile a cuspide conica, sopra il quale è posto un orologio a muro. Nel 2018 sono iniziati i lavori di ristrutturazione esterna della facciata e i lavori di restauro totale di tutte le meravigliose pitture dell'artista Elia Lepore.
Un altro edificio della frazione è la cappella della Madonna della Pietà, detta "cappellina della Salita". Realizzata in origine negli anni immediatamente successivi al 1659, in segno di devozione alla Vergine come ringraziamento per la fine dell'epidemia di peste che aveva colpito il paese, fu poi demolita agli inizi del XX secolo per permettere la costruzione della strada provinciale e in seguito ricostruita. Presso la contrada Turricaparri si trova invece la cappella della Madonna delle Grazie, pregevolmente affrescata.

## Infrastrutture e trasporti
La frazione è situata lungo la strada provinciale 285.